# Metandrocarpa dura
Metandrocarpa dura är en sjöpungsart som först beskrevs av Friedrich Ritter 1896.  Metandrocarpa dura ingår i släktet Metandrocarpa och familjen Styelidae. Inga underarter finns listade i Catalogue of Life.